# ابن سكرة الهاشمي
ابن سُكَّرة الهاشمي (ت. 385 ه‍ / 995 م) هو شاعر ، من أهل بغداد.
هو أبو الحسن محمد بن عبد الله بن محمد بن سكرة الهاشمي البغدادي، ويعرف بابن سكرة أو ابن رائطة أو رابطة. له «ديوان شعر» يربى على خمسين ألف بيت.
توفي ابن سكرة يوم 11 من ربيع الآخر سنة 385 هـ / 16 من أيار 995 م.

## نشاطه
نشط في العصر البويهي . يُعرف بأشعاره الساخرة. وبحسب الثعالبي (ت 1038) فإن ديوان ابن سكرة لا يقل عن خمسين ألف بيت. ومع ذلك، فإنه لم ينجُ. وكان أكبر مؤيدي ابن سكرة هو الوزير البويهي أبو محمد الحسن المهلبي (توفي عام 963).